# Simone Meier (Leichtathletin)
Simone Meier (* 15. November 1965 in Diessenhofen) ist eine ehemalige Schweizer Leichtathletin, die sich auf Mittelstrecken spezialisiert hatte. Sie wurde dreimal Schweizer Meisterin über 800 Meter (davon einmal in der Halle) und nahm 1992 an den Olympischen Sommerspielen teil, wo sie bei den 1500-Meter-Läufen startete.

## Karriere
Meier wurde 1965 in Diessenhofen geboren. Über Wettbewerbe um die schnellste Thurgauerin fand sie ihren Weg zur Leichtathletik. Dort trat sie zunächst für den LC Schaffhausen an, wo sie zuerst als Mehrkämpferin wirkte und sich später zur Mittelstreckenspezialistin entwickelte. Während eines Praktikums kam sie nach Winterthur und wechselte 1987 zur Leichtathletik-Vereinigung Winterthur, wo sie von Beat Bitterlin an die nationale Spitze herangeführt wurde. Sie blieb dem Verein bis zum Ende ihrer Aktivkarriere treu, obwohl sie zuletzt in Basel lebte.
Das erste Mal konnte sie 1986 an den Schweizer Leichtathletik-Meisterschaften in Winterthur, noch für Schaffhausen startend, mit der Bronzemedaille einen Podestplatz erringen. Ein Jahr später erreichte sie in der gleichen Disziplin den 2. Platz. 1988 wurde sie in Zug erstmals Schweizer Meisterin über 800 Meter, den Titel konnte sie 1989 in St. Gallen verteidigen. 1990 wurde sie über 800 Meter in der Halle Schweizer Meisterin, Outdoor erreichte sie jedoch lediglich den dritten Platz und verpasste um 44 Hundertstel die Qualifikation für die Europameisterschaften in Split. Dieses Pech verfolgte sie auch im darauffolgenden Jahr, als ihr im 1500-Meter-Lauf nur 81 Hundertstel für die WM-Qualifikation fehlten. Ebenfalls keinen Erfolg hatte sie bei den Schweizer Meisterschaften, wo sie 1991 Zweite wurde. 1992 waren die Hundertstel jedoch auf Meiers Seite, als sie die Olympiaqualifikation um 23 Hundertstelsekunden erreichte. An den Olympischen Sommerspielen in Barcelona schied sie über 1500 Meter als Neunte in ihrer Gruppe im Vorlauf aus. Zurück in der Schweiz, wurde sie an den Schweizer Meisterschaften über 800 Meter Zweite. 1993 trat sie an den nationalen Meisterschaften über 1500 Meter an und wurde wie bereits im Jahr zuvor über 800 Meter Zweite. Ebenfalls gewann sie zusammen mit der LV Winterthur mehrfach den Meistertitel in der olympischen Staffel.
Ende 1993 gab Meier ihren Rücktritt aus dem Nationalkader bekannt.

## Bestleistungen
in der Halle
800 m: 2:04,47 min (Stuttgart, 4. Februar 1990)

im Freien
800 m: 2:02,34 min (Langenthal, 12. August 1990)

1500 m: 4:09,97 min (Stockholm, 2. Juli 1992)

## Erfolge
national
- 1987: 1. Platz Schweizer Meisterschaften (800 m)
- 1988: 1. Platz Schweizer Meisterschaften (800 m)
- 1990: 1. Platz Schweizer Hallenmeisterschaften (800 m)

international
- 1992: Teilnahme an den Olympischen Sommerspielen in Barcelona (1500 m)